# Harry Warner

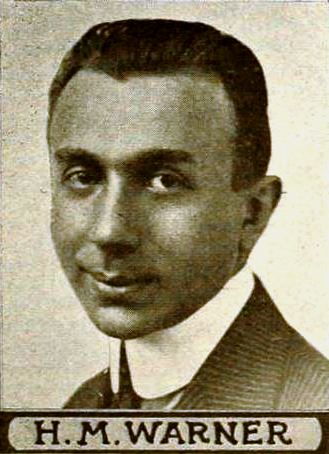
Harry Warner in dem Filmmagazin Moving Picture World (1919)

Harold „Harry“ Morris Warner (Geburtsname: Hirsch Moses Wonsal; * 12. Dezember 1881 in Krasnosielc, damals Russisches Kaiserreich, heutiges Polen; † 25. Juli 1958 in Hollywood, Kalifornien) war ein aus Polen stammender US-amerikanischer Filmproduzent und einer der vier Warner Brothers. Bei der Oscarverleihung 1939 wurde er mit einem Ehrenoscar ausgezeichnet.

## Leben
Der als Hirsch Moses Wonsal in Polen geborene Harold Warner war das älteste von zwölf Kindern, die mit ihren Eltern in die USA eingewandert sind. Gemeinsam mit seinem jüngeren Bruder Samuel gründete er 1903 ein Kino und bald darauf auch ein Unternehmen, das auf Jahrmärkten Filme vorführte. Daraus wurden 1910 die Filmvertriebsgesellschaft Warners Features Inc., die 1915 als United Film Service neu organisiert wurde.
1918 gründeten Harry und Sam mit den weiteren Brüdern Jack und Albert ihr erstes Filmstudio auf dem Sunset Boulevard in Los Angeles und schließlich 1923 in Hollywood die Warner Bros. Pictures, Inc., aus der schließlich die heutigen Warner Bros. hervorgingen. In diesem Unternehmen fungierte er als Präsident, während Sam Warner als Chief Executive Officer (CEO), Albert Warner als Finanzvorstand sowie Jack L. Warner verantwortlich für die Filmproduktion waren.
Bei der Oscarverleihung 1939 wurde er „für die Produktion patriotischer Kurzfilme, die bedeutende Episoden im frühen Kampf des amerikanischen Volkes für die Freiheit darstellen“ (‚In recognition of patriotic service in the production of historical short subjects presenting significant episodes in the early struggle of the American people for liberty‘) mit einem Ehrenoscar ausgezeichnet. Zwei Jahre später musste er jedoch 1941 in Washington, D.C. vor einer Kommission zur Untersuchung von kinematografischer Propaganda aussagen und dadurch seine Filmproduktionen verteidigen, da er beschuldigt wurde, durch seine Werke „Militarismus und Kriegstreiberei“ zu fördern.
Aus seiner Ehe mit Rea Levinson gingen zwei Kinder hervor: zum einen sein Sohn Lewis J. Warner, der jedoch bereits 1931 im Alter von 22 Jahren verstarb, zum anderen die Tochter Doris Warner, die zwischen 1934 und 1942 mit dem Filmproduzenten Mervyn LeRoy verheiratet war.
Am 8. Februar 1960 wurde ihm zu Ehren posthum auf dem Hollywood Walk of Fame ein „Stern“ in der Kategorie Film enthüllt, der sich auf dem Hollywood Boulevard 6441 befindet.